# Audrey Christie
Audrey Christie, née le 27 juin 1912 à Chicago, Illinois (États-Unis) et morte le 19 décembre 1989 à West Hollywood (États-Unis), est une actrice américaine.

## Biographie
Elle est morte d'un emphysème le 19 décembre 1989 à son domicile de West Hollywood, Californie, à l'âge de 77 ans.

## Filmographie partielle
- 1942 : La Flamme sacrée (Keeper of the Flame) : Jane Harding
- 1950 : Joey Faye's Frolics (série télévisée) : Regular
- 1952 : Bas les masques (Deadline - U.S.A.) de Richard Brooks : Mrs. Willebrandt
- 1956 : Carousel : Mrs. Mullin
- 1961 : La Fièvre dans le sang (Splendor in the Grass) : Mrs. Loomis
- 1962 : Fair Exchange (série télévisée) : Dorothy Walker
- 1964 : La Reine du Colorado (The Unsinkable Molly Brown) : Mrs. Gladys McGraw
- 1964 : The Cara Williams Show (série télévisée) : Agnes
- 1965 : Harlow : Thelma
- 1966 : Frankie and Johnny : Peg
- 1967 : Le Ranch de l'injustice (The Ballad of Josie) : Annabelle Pettijohn
- 1973 : Shirts/Skins (TV) : Rose Axelrod
- 1974 : Mame : Mrs. Upson
- 1976 : F. Scott Fitzgerald in Hollywood (TV) : Helen (The Hostess)
- 1976 : Starsky et Hutch (série télévisée, saison 2 épisode 12) : Ginger Evans
- 1978 : Harper Valley P.T.A. (en) : Flora Simpson Reilly
- 1979 : The Streets of L.A. (TV) : Mrs. Wellman